# Toine van Peperstraten
Anthonie Hubertus Adrianus (Toine) van Peperstraten (Achthuizen, 18 december 1967) is een Nederlandse journalist en presentator.

## Carrière

### Televisie
Van Peperstraten werkte van 1993 tot 2013 als presentator en verslaggever voor het sportprogramma NOS Studio Sport. Na zijn dienstverband bij de NOS ging hij aan de slag als presentator en verslaggever voor FOX Sports, later ESPN.
In 1998 maakte hij een kleine zijsprong door in de film Temmink: The Ultimate Fight de programma's op het zogenaamde "Sportkanaal" te presenteren. Bij de Olympische Spelen van 2004 in Athene versloeg Van Peperstraten onder andere de volleybalwedstrijden. In 2006 was hij te zien in de serie Wie is de Mol? van de AVRO, waarbij hij als zesde afviel. In 2010 presenteerde hij het AVRO-programma Eeuwige roem. In 2011 deed Van Peperstraten samen met Viola Holt mee aan het programma Lang leve de tv!.
In 2017 deed Van Peperstraten mee aan het programma Keep It Cool. In 2022 was Van Peperstraten te zien als deelnemer van het tweede seizoen van het programma De Verraders, waarbij hij het spel won samen met Steven Brunswijk en Dionne Slagter. Ook was Van Peperstraten in 2022 te zien in het vierde seizoen van het programma The Masked Singer, waarbij hij in de eerste ronde het programma moest verlaten en werd onthuld als de mummie. 
In 2023 deed Van Peperstraten mee aan het televisieprogramma The Big Bang. In 2024 was hij te zien als secret singer in het televisieprogramma Secret Duets. In datzelfde jaar deed hij samen met Mischa Blok mee aan het televisieprogramma Code van Coppens: De wraak van de Belgen. Ook deed van Peperstraten in 2024 mee aan de televisieprogramma’s Oh, wat een jaar! en The Connection. Daarnaast deed hij in 2024 mee aan het televisieprogramma Het perfecte plaatje. In 2025 deed Van Peperstraten mee als dragqueen aan het televisieprogramma Make Up Your Mind.

### Radio
Van Peperstraten heeft enige tijd als dj bij Radio Veronica gewerkt, totdat dit hem door zijn werkgever de NOS verboden werd, omdat medewerkers niet bij een commerciële omroep mochten werken. Vanaf woensdag 4 oktober 2006 tot december 2008 maakte hij een wekelijks radioprogramma op KXradio. Van Peperstraten presenteerde in zijn periode bij de NOS regelmatig op NPO Radio 1 het sportprogramma NOS Langs de Lijn.
Tussen 2008 en 2015 was hij vaste invaller voor dj Sander de Heer bij De Heer ontwaakt! op NPO Radio 2. Daarnaast nam hij op maandagochtend met De Heer zijn top-3 sportgebeurtenissen van het afgelopen weekeind door in de rubriek "Toine's Trio".
Van 7 september 2014 tot 20 december 2015 presenteerde Van Peperstraten elke zondagavond van 22.00 tot 00.00 uur op NPO Radio 2 Typisch Toine bij de VARA.
Met ingang van 5 februari 2019 was Van Peperstraten de nieuwe presentator van het NPO Radio 2-programma 't Wordt Nu Laat van WNL en keerde daarmee weer terug op NPO Radio 2. Vanaf januari 2020 presenteerde hij met Dionne Stax op NPO Radio 1 van maandag tot en met donderdag het programma Stax&Toine. Sinds maart 2021 presenteerde hij het programma met Mischa Blok en heette het Blok&Toine. 
Na het stoppen van Blok&Toine deed Van Peperstraten invalwerkzaamheden bij Radio Veronica, waaronder de ochtendshow tijdens de zomer van 2023 samen met Mischa Blok. In augustus 2023 legde hij zijn werkzaamheden voor de zender neer. Op 4 januari 2024 werd bekend dat Van Peperstraten iedere vrijdag een programma zou gaan presenteren op JOE, Top 40 Nummer 1 Hits.Hij presenteerde dit programma tot en met december 2024. In januari 2025 werd dit programma verplaatst naar de zondagavond omdat het vanwege de vele ballads niet aansloot bij het energieke vrijdaggevoel van de luisteraars. De presentatie wordt daarbij overgenomen door Edwin Noorlander omdat Toine van Peperstraten andere zaken heeft op vrijdag en zondag. Van 19 juli 2024 t/m 2 augustus 2024 verving Toine van Peperstraten eenmalig Coen Swijnenberg en Sander Lantinga die in deze periode met vakantie waren. Vanaf 2025 vervangt hij Coen Swijnenberg en Sander Lantinga echter niet meer in hun vakanties. Dit wordt vanaf dat jaar gedaan door Edwin Noorlander.

### Overigen
Toine is Ambassadeur voor de Eye Care Foundation en Gehandicaptensport.